# 크리스토프 슈나이더
크리스토프 슈나이더(Christoph Schneider, 1966년 5월 11일 ~ )는 독일의 드럼 연주자이다. 인더스트리얼 밴드인 람슈타인에서 활동하고 있다.